# Третя французька республіка

Французька республіка у 1914 році

Французька республіка наприкінці 1939 року

Тре́тя францу́зька респу́бліка (фр. Troisième République, іноді пишеться як La IIIe République) — конституційний лад Франції, прийнятий 4 вересня 1870 року.

## Історичні дані

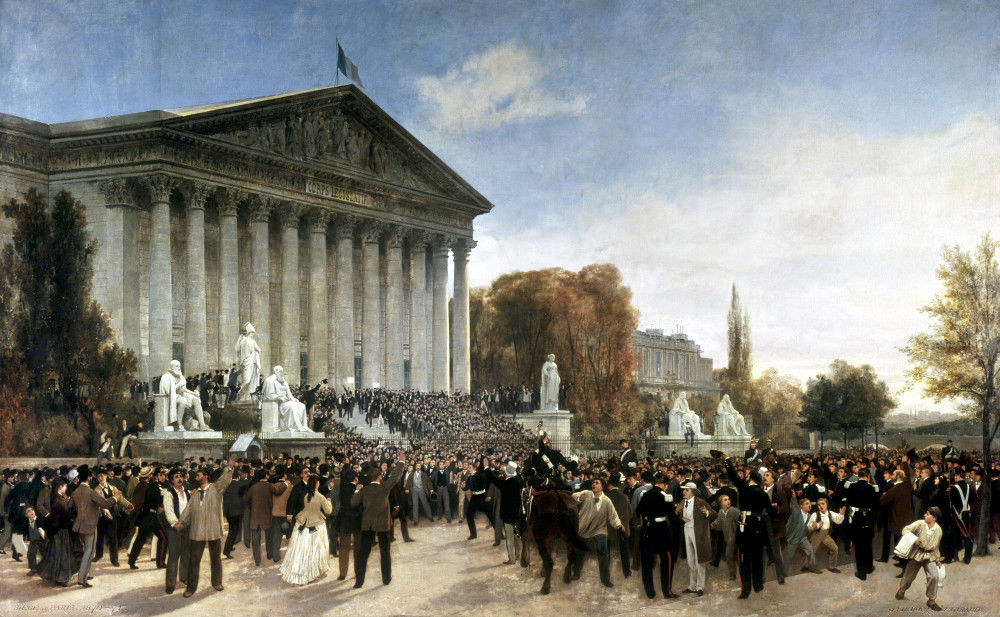
Проголошення скасування монархії перед Палацом Бурбонів (Palais Bourbon), місцем засідання Законодавчого корпусу (Corps législatif), 4 вересня 1870

Як тільки в Парижі отримали повідомлення про Седанську катастрофу (французька армія капітулювала), на вулиці вийшли тисячі городян, вимагаючи повалення імператорської влади і створення уряду національної оборони. Вони прорвалися до будівлі парламенту, і під тиском збройного натовпу депутати були змушені проголосити Францію республікою.
Тимчасовий уряд країни, сформований з депутатів від паризьких округів, очолив воєнний губернатор столиці — генерал Трошю. У першому ж зверненні до народу уряд оголосив про намір продовжувати війну, назвавши себе Урядом Національної оборони.

## Революція 4 вересня 1870р. в Парижі

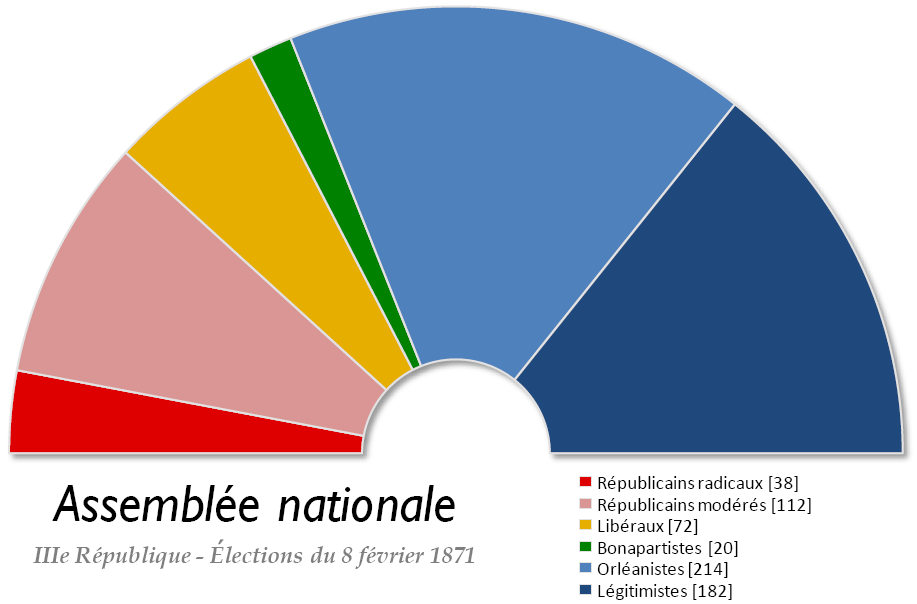
Склад Національних зборів — 1871

Повідомлення про Седанську катастрофу, отримане в Парижі увечері 2 вересня, було приховане від народу через страх перед революцією. Коли ж парижани дізналися страшну правду про становище, у якому опинилася Франція, вони звинуватили в поразці імператора Наполеона ІІІ. Вже увечері 3 вересня на вулицях почалися демонстрації під гаслами республіки, організовані бланкістами. В ніч з 3 на 4 вересня відбулися переговори між делегацією Законодавчого корпусу та імператрицею Євгенією, яка запропонувала голові парламенту Адольфу Тьєру прийняти владу. Наступного дня Тьєр виступив з пропозицією створити комісію управління і національної оборони, скликати Установчі збори для визначення форми правління.
4 вересня натовп народу увірвався до залу засідань Законодавчого корпусу в Бурбонському палаці з вимогами проголошення республіки. Щоб створити сприятливішу обстановку для обговорення такого важливого питання республіканці на чолі з Леоном Гамбеттою й Жулем Фавром повели їх за собою до міської ратуші на Гревській площі. Тут їх також зустрів народ з вимогами республіки. Бланкісти та неоякобінці в ратуші вже сформували список майбутнього революційного уряду. За таких обставин республіканці були змушені діяти швидко. Жуль Фавр звернувся до народу з промовою, в якій проголосив повалення імперії й проголошення республіки.
Отже, 4 вересня 1870 р. у Франції було проголошено ІІІ республіку (1870—1940 рр.). Випередивши бланкістів, республіканці першими оголосили список членів Тимчасового уряду, якими стали депутати Законодавчого корпусу від Парижа. Тимчасовий уряд мав управляти Францією до скликання Установчих зборів. Того ж дня Законодавчий корпус саморозпустився, а сенат оголосив про тимчасову перерву засідань. Увечері у тронному залі палацу Тюїльрі Францію було проголошено республікою.
Новий уряд складався з провідних діячів республіканської опозиції та монархістів-орлеаністів. Очолював його військовий губернатор Парижу орлеаніст генерал Трошю. Заступником прем'єра і міністром закордонних справ став республіканець адвокат Жуль Фавр, міністром внутрішніх справ — лівий республіканець Леон Гамбетта. Революція 4 вересня 1870 р., що скинула імперію й встановила республіканський лад, мала демократичний характер і була підтримана усією Францією. Однак в країні на той час склалася надзвичайна ситуація: одна французька армія була оточена в Меці, інша перебувала в німецькому полоні. Внутрішні райони імперії, включаючи Париж, виявилися беззахисними перед німецькими військами, що наступали.
З часу революції 4 вересня 1870 р. характер франко-прусської війни змінився. Тепер вона перетворилася на оборонну для Франції, хоча починалася як оборонна для Північно-німецького союзу. Уряд, що отримав після революції усю повноту влади, заявив, що буде продовжувати війну за звільнення національної території і став «урядом національної оборони». Навіть опозиція — бланкісти, неоякобінці, прудоністи, а також глава династії Бурбонів граф Шамбор — закликала підтримати новий уряд. Імператриця Євгенія, яка на той час перебувала в Англії, відмовлялася вступати в переговори з Бісмарком, щоб не заважати уряду. Однак сил для продовження війни не було. 19 вересня німецькі війська повністю блокували Париж, оточивши його 230-тисячною армією.
Продовжувати війну в цих умовах уряд міг, лише закликавши до зброї усіх громадян, як це було у 1792—1793 рр. На цьому наполягали революційні партії — неоякобінці, бланкісти, а також ліві республіканці, в тому числі Л. Гамбетта. Помірковані республіканці виступили проти, з огляду на можливість переростання війни в громадянську. В Парижі, однак, було створено Національну гвардію. До її складу спочатку увійшли представники заможних верств суспільства з 21-річного віку. На кінець серпня 1870 р. вона складалася з 90 тис. чол. під командуванням генерала Трошю. У вересні з метою захисту Парижу уряд був змушений погодитися на озброєння народу і включення його до складу Національної гвардії. На 19 вересня у її складі було вже 350 тис. чол., а на кінець року — 500 тис.
Більшість поміркованих республіканців скоро визнала необхідність досягнення перемир'я з Пруссією за міжнародного посередництва, якщо його умови не будуть надто принизливими для Франції. 19 вересня Жуль Фавр запросив у Бісмарка перемир'я, головною умовою якого визнавалося збереження територіальної цілісності Франції при її готовності оплатити німецьким державам усі військові витрати, передати Пруссії частину свого флоту й грошову компенсацію в обмін на евакуацію французької окупованої території. Умови перемир'я, запропоновані Бісмарком — відмова Франції від Ельзасу, здача фортець Страсбург і Туль, окупація німецькими військами паризького форту Мон-Валер'єн — виявилися неприйнятними для Франції. Їх визнання дискредитувало республіку, тим більше, що Наполеон ІІІ, перебуваючи в полоні, й імператриця Євгенія в Англії відмовлялися вести переговори про мир.
Отже, республіканський уряд був змушений продовжувати війну. З його складу було виділено спеціальну комісію з трьох чоловік, яка направилася в Тур для організації збройного опору німцям у провінції. Пізніше її очолив Л.Гамбетта, який вибрався з оточеної столиці на повітряній кулі. Його основним завданням стала організація народної війни й формування добровольчої регулярної армії з франктір'єрів (озброєних цивільних). Було сформовано три армії — Луарська, Північна і Вогезька в складі 600 тис. чол., мета яких полягала у тому, щоб захопити Орлеан і прорвати блокаду Парижа. 7 листопада Орлеан було взято, що викликало велике піднесення французів, однак усі спроби прорватися до столиці успіху не мали. 27 жовтня капітулював Мец, блокада якого тривала 72 дні, а 4 грудня відбулася здача німцям Орлеану, що довершило військову поразку Франції. До лютого 1871 р. німці окупували понад третину території Франції з населенням в 10 млн чол.
В критичному становищі опинився Париж, повністю відрізаний від решти країни, що мав з нею зв'язок лише за допомогою повітряних куль і поштових голубів. Через те, що його гарнізон нараховував до 500 тис. чол., німецьке командування відмовилося від штурму міста й намагалося тривалою облогою примусити його захисників до капітуляції. Під час облоги в місті було введено розподіл продуктів і палива за картками, але, попри це, запаси швидко закінчувалися. Населення Парижу (1 млн чол.) страждало від холоду й голоду. Вже 20 листопада скінчилися запаси яловичини і телятини, 15 грудня пайок конини становив 30 грамів на день і вважався розкішшю. 15 січня пайок хліба на одну людину було скорочено з 500 до 300 грамів на день. Біднота їла ворон, котів, собак, щурів. Усі знали, що після 31 січня харчів не залишиться зовсім. Зима відзначалася незвичним холодом — мороз досягав 17-18 градусів, а в столиці не було палива. Тож на дрова розпилювали дерева паризьких бульварів. На грудень 1870 р. від голоду і хвороб у Парижі померли майже 13 тис. чоловік. 26 грудня німці почали систематичний обстріл французької столиці з артилерії.
За період облоги бланкісти організували в Парижі два повстання (31 жовтня 1870 р. й 22 січня 1871 р.) під гаслом «Хай живе комуна» з метою скинути уряд Національної оборони. Так, 31 жовтня загони національних гвардійців на чолі з бланкістами зайняли ратушу й арештували більшу частину міністрів, у тому числі й прем'єра Трошю. Однак між керівниками повстання — бланкістами й прудоністами — не було єдності і тому одночасно було проголошено два уряди. Один — з поміркованих діячів (до якого увійшов і письменник В.Гюго), інший — з революціонерів на чолі з Бланкі. Однак того ж дня повстання було придушено вірними уряду військами. 22 січня 1871 р. в Парижі вибухнуло нове повстання на чолі з бланкістами. Інші угрупування його не підтримали і повстання було придушено. Тож уряд Національної оборони мав фактично перед собою два завдання: не лише оборону Парижа, але й «приборкання Парижа» — збереження влади перед загрозою внутрішнього безладдя.
На січень 1871 р. стало очевидно, що Париж переможений, а провінційні армії розбиті. В таких умовах далі відкладати підписання перемир'я було неможливо. 23 січня 1871 р. Жуль Фавр підписав умови перемир'я з Німеччиною. За п'ять днів до цього — 18 січня 1871 р. — у Версалі було проголошено створення Німецької імперії. Умови перемир'я цього разу були ще суворішими: Париж фактично капітулював: форти з усім озброєнням і боєприпасами були здані, а паризький гарнізон хоча й залишився в місті, але на становищі військовополонених. Для затвердження умов миру у Франції мали відбутися вибори до Національних зборів і сформовано «законний» уряд.
Підписання перемир'я революційні й ліво-республіканські угрупування зустріли з осудом. Так, лідер республіканців Л.Гамбетта пішов у відставку з міністерської посади і закликав відмовитися від перемир'я, скасувати вибори, встановити диктатуру і продовжити боротьбу з Німеччиною, спираючись на південні провінції. Настрої, що панували тоді у французькому суспільстві, добре описані письменником Флобером у його листі від 1 лютого 1871 р.: «Капітуляція Парижа, якої, втім, варто було очікувати, кинула нас в становище, описати яке неможливо … Франція так низько упала, так збезчещена, що краще їй згинути … Я зняв орден Почесного легіону, бо слово „честь“ вилучено з французької мови…»
На виборах до Національних зборів, що відбулися 8 лютого 1871 р., перемогли прихильники миру з Німеччиною. Більшу частину з них складали монархісти. З огляду на важливість питання про мир монархісти і республіканці досягли компромісу: відклали суперечки щодо форми правління і поділили вищі державні посади порівну. Головою Національних зборів, що відкрилися в Бордо 12 лютого, був обраний республіканець Жуль Греві, а головою виконавчої влади (уряду) Французької республіки (як офіційно називалася держава) — Адольф Тьєр. Кабінет міністрів, який він очолив, також складався з монархістів і поміркованих республіканців.
26 лютого Тьєр підписав у Версалі прелімінарний (попередній) мирний договір, за яким Франція втрачала Ельзас (без фортеці Бельфор — за умови вступу німецьких військ у Париж) і більшу частину Лотарингії; відбувалося «вирівнювання» східного кордону Франції, внаслідок чого від неї було відрізано 28 фортець; Франція зобов'язувалася сплатити Німеччині впродовж 3 років контрибуцію в розмірі 5 млрд франків, до виплати якої німецькі війська продовжували окупацію Франції. 1 березня Національні збори після бурхливих дебатів схвалили договір переважною більшістю голосів (проти умов договору голосували депутати Едгар Кіне, Луї Блан і Віктор Гюго.)
Напередодні було отримано телеграму з Парижа від міністра закордонних справ Ж.Фавра, в якій зазначалося, що у зв'язку з очікуваним вступом німецьких військ до Парижа тут почалися народні демонстрації за участю Національної гвардії; в робітничих районах (Монмартр, Бенвіль) збудовано барикади; національні гвардійці захопили частину гармат, збройні склади і боєприпаси. Йшлося про підготовку військового виступу Національної гвардії проти Тимчасового уряду. З повідомлення витікало, що німецьке командування розуміло серйозність становища і схилялося до того, щоб відмовитися від введення своєї армії до Парижа, якщо прелімінарний мир буде ратифіковано негайно, що й вплинуло на рішення депутатів. Остаточно мирний договір між Францією і Німецькою імперією було підписано 10 травня 1871 р. у Франкфурті-на-Майні.
Таким чином, франко-прусська війна остаточно ліквідувала французьке домінування в Європі і призвела до утворення Німецької імперії. Вона сприяла також завершенню процесу об'єднання Італії, оскільки у вересні 1870 р. французькі війська, які виступали гарантом влади Папи Римського, було виведено з Риму, внаслідок чого Рим було окуповано італійськими військами і приєднано до Італійського королівства. В результаті війни розстановка сил на континенті суттєво змінилася, чим скористалися інші держави для посилення своїх міжнародних позицій (наприклад, Росія для перегляду режиму Чорноморських проток, встановленого після Кримської війни 1853—1856 рр.). Під час війни, 4 вересня 1870 р. в Парижі відбулася революція, що повалила Другу імперію і призвела до проголошення Третьої республіки у Франції. Після завершення війни Франція пережила громадянську війну (березень-травень 1871 р.), початок якій поклало повстання парижан 18 березня 1871 р. Національне приниження, пережите Францією в результаті поразки у війні й втрати Ельзас-Лотарингії аж до початку XX ст. підтримувало у французькому суспільстві антинімецькі настрої, що стали одним з факторів розв'язання в 1914 р. світової війни.

## Франція після франко-пруської війни

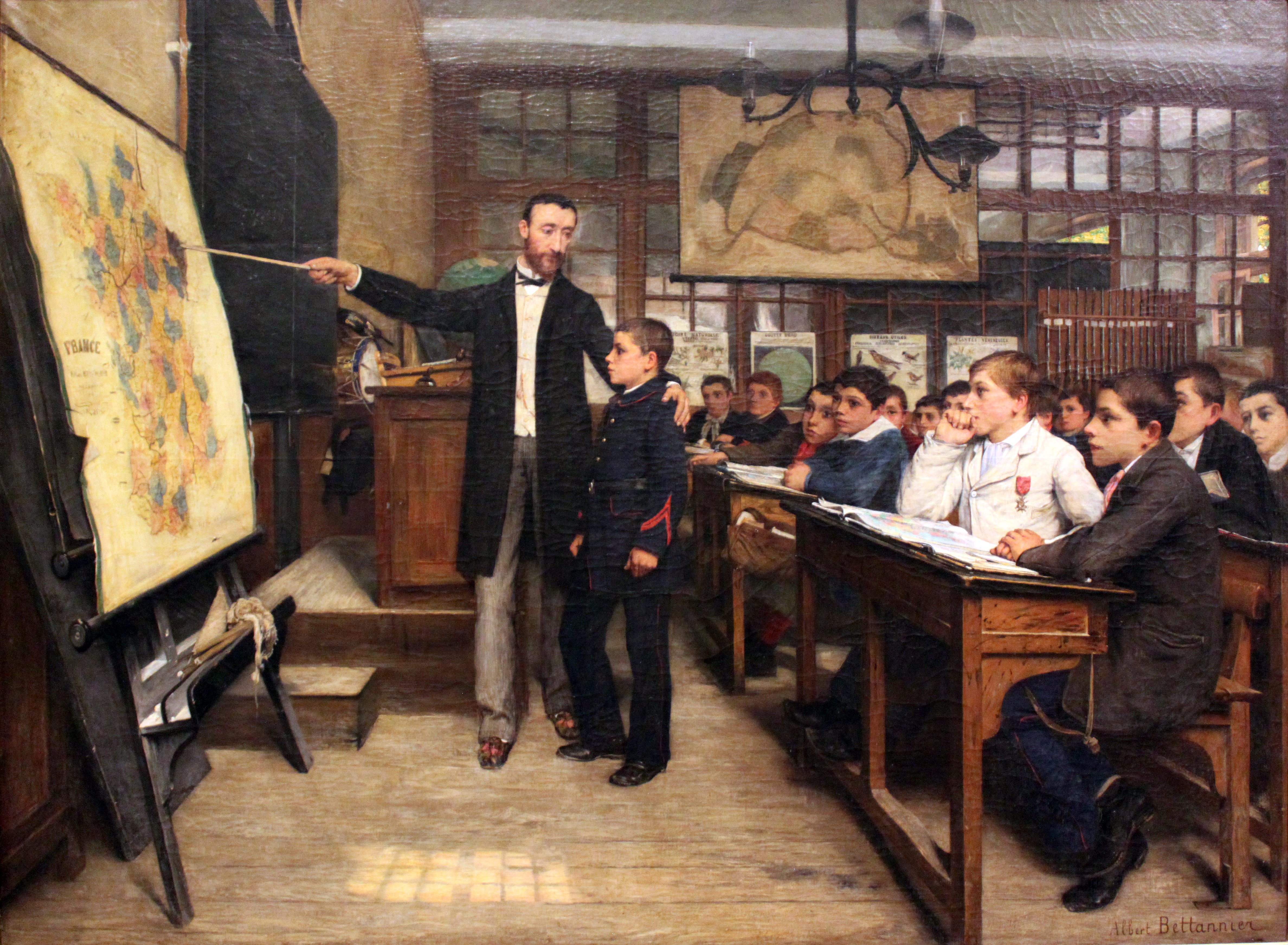
У Франції дітей вчили в школі не забувати втрачені райони Ельзасу і Лотарингії, які були пофарбовані в чорний колір на мапах.

Франція вийшла з франко-прусської та громадянської війн дуже ослабленою. Тільки війна з Німеччиною обійшлася державі більше, ніж в 15 млрд франків, ще 5 млрд франків вона мала сплатити у вигляді контрибуції. Франція втратила провінцію Ельзас і частину Лотарингії, значна частина території країни була окупована німецькими військами. Суспільство було деморалізоване національним приниження, пережитим у війні з Німеччиною та внаслідок громадянської війни.

## Буланжизм

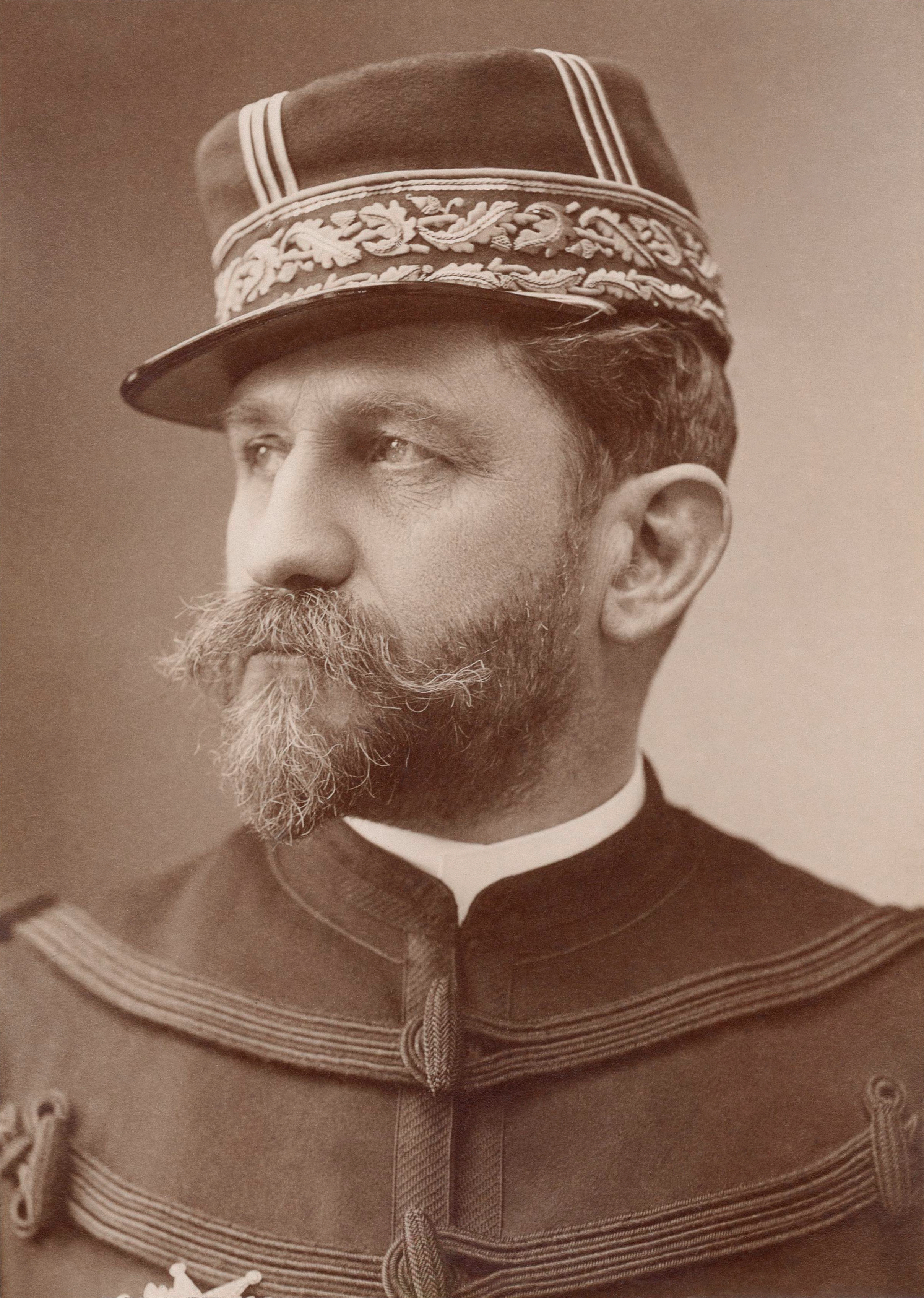
Жорж Буланже

З виборами 1885 р., що проходили під патріотичними гаслами, пов'язаний підйом нової політичної сили — націоналістичного руху. Настрої ксенофобії, породжені незадоволенням конкуренцією з боку іноземних робітників, характерні для усіх розвинутих країн в умовах економічної депресії, у Франції підживлювалися настроями реваншу над Німеччиною. У той час як помірковані республіканці намагались усіляко утримуватися від конфліктів з Німеччиною, суспільна думка Франції не примирилася з втратою Ельзасу й Лотарингії. Лідером націоналістичного руху став генерал Буланже. Після перемоги монархістів на виборах 1885 р. він за протекцією Ж.Клемансо, упевненого, що Буланже — єдиний в усій армії «справжній республіканець і радикал», в 1886 р. отримав посаду військового міністра.
За ініціативи Буланже здійснено низку заходів зі зміцнення армії (для чого виділено кредит 300 млн франків), що сприяли зростанню його популярності: прийнято на озброєння скорострільну гвинтівку Лебеля, скорочено термін військової служби з 5 до 3 років, покращено постачання армії та побутові умови рядових і унтерофіцерів. Стрімкому зростанню популярності Буланже сприяли також його відверті висловлювання про необхідність реваншу над Німеччиною та імідж «сильної особистості», здатної зміцнити авторитет державної влади.
З 14 липня 1886 р., коли під час національного свята парижани влаштували маніфестацію на честь Буланже, його вплив та кількість прихильників почали зростати з вражаючою швидкістю. Буланже виявив блискучу здатність оволодівати думками та владарювати над масами, в тому числі завдяки блискучій соціальній демагогії. Спочатку його підтримували усі депутати-республіканці, вбачаючи в ньому противагу монархістам. А ті, у свою чергу, розраховували за його підтримки відновити монархію і таємно його фінансували. Опорою буланжизму був націоналістичний рух, провідну роль в якому відігравала створена в 1882 р. Ліга патріотів на чолі з письменником Полем Деруледом. Під гаслом Ліги «Франція понад усе!» стояли дати «1870-18…», де дві останні цифри були відсутні і передбачали дату реваншу над Німеччиною. На хвилі буланжизму Ліга перетворилася на впливову політичну силу.
Буланжистський рух у Франції привернув увагу канцлера Німеччини Бісмарка, який переконався, що допоміг Франції створити колоніальну імперію, не отримавши натомість примирення французів з втратою Ельзасу й Лотарингії. Переозброєння французької армії та відновлення ідеї про оборонний союз між Францією і Росією, над реалізацією якої працював вже уряд Л.Гамбетти (вересень 1881 — січень 1882 р.) мали наслідком повернення Бісмарка з кінця 1885 р. до політики погроз щодо Франції. Посилаючись на небезпеку з боку Франції, Бісмарк домігся прийняття рейхстагом нового військового закону і виділення на воєнні потреби кредиту в 300 млн марок.
З іншого боку, Бісмарк використав буланжистський рух для досягнення власних політичних цілей. Напередодні загальних виборів 1887 р. він розгорнув кампанію «Вітчизна в небезпеці», щоб сприяти перемозі бажаних для себе політичних сил. Навряд чи вірячи в загрозу з боку Буланже, він надав інструкції послу в Парижі надсилати до Берліна панічні донесення, доки не відбудуться вибори. Французькому уряду було заявлено протест: якщо Франція не хоче війни з Німеччиною, Буланже необхідно усунути зі складу уряду.
Підтвердженням цьому став прикордонний інцидент між Німеччиною і Францією 20 квітня 1887 р. («інцидент Шнебелє» або «воєнна тривога 1887 року»). Арешт німецькою поліцією на своїй території французького комісара прикордонного вокзалу Шнебелє, який був звинувачений в шпигунстві на користь Франції і підбурюванні до еміграції з Німеччини молодих ельзас-лотарингців, міг стати приводом до війни. Оскільки Буланже виступив за війну, стало очевидно, що генерал-реваншист на посаді військового міністра небезпечний для Франції, і в травні 1887 р. під час зміни уряду він втратив посаду. В липні 1887 р. прихильники Буланже прийшли проводжати його до нового місця військової служби під гаслами «Геть німецьке міністерство». Величезний натовп заповнив увесь вокзал і залізничні колії. Люди навіть лягали на колії, щоб перешкодити відправленню потягу, що вдалося зробити із запізненням в три години.
Буланжистський рух поширився по всій Франції. Зростанню його впливу сприяв політичний скандал в Єлісейському палаці, головним винуватцем якого був Вільсон — депутат і зять президента Жуля Греві. Виявилося, що Вільсон, прикриваючись авторитетом свого тестя, організував масову торгівлю орденами Почесного легіону; надавав право на поставки військового відомства своїм друзям, був власником низки газет в Парижі і в провінції. Оприлюднення цієї інформації змусило президента Греві піти у відставку 1 грудня 1887 р., а довіра суспільства до вищих органів влади була суттєво підірвана. Після відставки Греві помірковані республіканці пропонували обрати президентом Ж. Феррі, але в результаті напруженої боротьби президентом було обрано малопримітного політика Саді-Карно (грудень 1887 — червень 1894 р.).
У цей час вплив Буланже став загрозливим. Він часто приїздив до Парижа, кілька разів виставляв свою кандидатуру на виборах до палати депутатів, хоча як військовий не міг бути обраним. В березні 1888 р. через участь в політичному житті його було звільнено з армії. Після цього буланжисти створили організацію «Комітет національного протесту» і Буланже вперше виклав свою політичну програму. Як першочергове висунуто завдання розпуску палати депутатів і скликання Установчих зборів для перегляду Конституції.
Отже, розпочавши з критики колоніальної політики республіканських урядів, що відвертала увагу від реваншу над Німеччиною, націоналісти поступово перейшли до заперечення конституційних основ Третьої республіки. Критикуючи парламентаризм як причину послаблення державної влади і національної єдності, вони висунули вимогу перегляду Конституції з метою посилення виконавчої влади на зразок президентської республіки 1848 р., що стала прологом до відновлення монархії. 4 липня 1888 р. Буланже подав пропозицію про перегляд конституції до палати депутатів. Коли ж її було відкинуто, парижани влаштували на його підтримку багатолюдну демонстрацію, а його екіпаж фактично закидали квітами.
Оскільки існуюча на той час система виборів дозволяла виставляти одну й ту ж саму кандидатуру кілька разів в різних виборчих округах, Буланже взяв участь в додаткових виборах, що проводилися в другій половині 1888 р. і практично всюди переміг. Навколо нього об'єднувалися усі, незадоволені політикою поміркованих республіканців. Його амбіції намагалися використати у власних цілях різні політичні сили. Проте авторитарні замашки генерала, його прагнення до особистої влади скоро стали очевидними і відштовхнули від нього частину прихильників — передусім радикалів на чолі з Клемансо. Монархісти також зрозуміли, що Буланже використовує їх у власних цілях.
Загрозлива ситуація склалася після перемоги Буланже на проміжних виборах 27 січня 1889 р. в Парижі, де він зібрав 245 тис. голосів. Коли стало відомо про таку переконливу перемогу Буланже, тисячі націоналістів вийшли на вулиці, демонструючи готовність взяти штурмом Єлісейський палац. На боці генерала були як більшість виборців, так і поліція, і армія. Виникла реальна можливість державного перевороту, на який Буланже штовхав лідер Ліги патріотів П.Дерулед. Однак Буланже відмовився від державного перевороту, розраховуючи на перемогу на загальних виборах, намічених на вересень 1889 р.
Цим скористалися республіканці, які згуртувалися перед загальною небезпекою. Було внесено зміни до закону про вибори, що скасували голосування за партійними списками і заборонили багаторазове висування однієї кандидатури. Уряд пішов також на пряму провокацію, розпустивши чутки про підготовку до арешту Буланже. Його втеча до Брюсселя 1 квітня 1889 р. відштовхнула від нього багатьох прихильників. В ході судового слухання справи Буланже виявилися його зв'язки з монархістами, що призвело до різкого падіння його популярності. В серпні сенат як Верховний суд заочно приговорив Буланже до вигнання. Переслідуванням у судовому порядку було піддано інших керівників націоналістичного руху. На загальних виборах у вересні 1889 р. буланжисти провели в палату лише 38 своїх кандидатів. Після цього генерал, який перебував у Бельгії, остаточно втратив авторитет і у вересні 1891 р. покінчив життя самогубством.
Таким чином, буланжизм (1886—1889 рр.) став проявом реваншистських настроїв французького суспільства, яке так і не змирилося з приниженням у франко-прусській війні; вираженням схильності французького суспільства до сильної особистості, диктаторської влади типу бонапартизму та прагнення до відновлення величі Франції. Буланжистська криза показала, що до кінця 80-х конфлікт між монархістами й республіканцями через форму правління вичерпав себе. Натомість в ході кризи на політичну арену виступила нова могутня сила — націоналістичний рух. Тепер вже йшлося не про форму правління (монархія чи республіка), а про шляхи конституційного розвитку самої республіки (демократична чи авторитарна). В ході цієї кризи націоналісти і монархісти зазнали поразки, перемогу отримали прихильники демократичної парламентської республіки.

## Колоніальна політика Франції у 80-ті рр. XIXст.
В першій половині 1880-х рр. урядами Ж. Феррі (1880—1881, 1883—1885 рр.) відновлено колоніальну експансію Франції, призупинену через франко-прусську війну. Шукаючи компенсації за втрачене панування в Європі, Франція різко посилила колоніальну експансію в Африці й Індокитаї. До початку XX ст. вона зуміла відновити свою колоніальну імперію. Майже 85 % всіх французьких колоній було здобуто впродовж 1880—1914 рр.
Спочатку політика колоніальної експансії зазнавала опору з боку монархістів, радикалів, соціалістів-гедистів, навіть частини поміркованих республіканців (Фрейсіне, Рібо). Серед аргументів називали такі: колоніальна експансія могла зіпсувати відносини з Англією; вона розпорошувала сили, попри німецьку загрозу (лідер радикалів Ж. Клемансо був переконаний, що війна з Німеччиною неминуча, тож війська потрібно тримати в Європі на її кордонах); слабкий приріст населення і відсутність масового виїзду французів не давали можливості закріпити ці колонії за Францією. Однак до початку XX ст. ці заперечення було знято. Колоніальну експансію Франції підштовхував Бісмарк, щоб відволікти французів від ідеї реваншу над Німеччиною. За його підтримки в 1881 р. було встановлено протекторат Франції над Тунісом.
Натомість в Єгипті Франція зазнала поразки в конкуренції з Великою Британією. Після того, як під керівництвом французького інженера Ф.Лессепса було збудовано Суецький канал (1869 р.), що з'єднав Середземне і Червоне моря, оволодіння новим торговельним шляхом стало метою англійської політики. Придбавши у Єгипту в 1875 р. контрольний пакет акцій Суецького каналу, Англія отримала контроль над важливим стратегічним шляхом у Індію. Окупація англійцями Єгипту у вересні 1882 р. призвела до глибокого відчуження між Францією і Англією, що продовжувалося понад 20 років, до підписання Антанти в 1904 р. Втрату Єгипту Франція намагалася компенсувати в інших районах Африки, що ще більше загострило її відносини з Англією. У 1883—1885 рр. вона вела війну за володіння Мадагаскаром, внаслідок чого домоглася визнання свого протекторату над ним, але через опір Великої Британії не змогла в цей час повністю поставити під свій контроль.
Ще з 1876 почалося планомірне розширення французьких володінь у Західній Африці на схід. На початку 1880-х виникли плани щодо розширення колонії Сенегал у напрямку до Нігеру з метою об'єднати залізницею область р. Нігер з областю р. Сенегал і з берегом Атлантичного океану. У 1883 рр. французи вийшли на берег Нігеру в Бамако, де заснували перший форт і встановили міцний зв'язок Сенегалу з Нігером. В результаті подальших завоювань у 1890-ті рр. вони створили на заході Африки кілька нових колоній (Французька Гвінея, Берег Слонової Кістки, Дагомея, ін.), що були об'єднані в одну — Французька Західна Африка.
В центральній Африці в конкуренції європейських держав за басейн р. Конго виграла Бельгія, однак частина басейну Конго (800 тис. км².) за рішенням Берлінської конференції 1884—1885 рр. дісталася Франції. В центральній Африці створено французькі колонії Габон, Середнє Конго, Убанги-Шарі, Чад (до 1910 р. об'єднані у колонію Французька Екваторіальна Африка).
Серед планів французького уряду було проникнення в Сахару і побудова транс-сахарської залізниці. Однак смерть усіх учасників експедиції, спорядженої в Сахару (1880—1881 рр.), а також усвідомлення надзвичайних труднощів освоєння пустелі, примусили французький уряд відмовитися від цього плану.
Франція відновила завоювання Індокитаю, розпочате Наполеоном ІІІ (в 1863 р. встановлено контроль над Камбоджею, в 1867 р. — Кохінхіною). В 1883 р. направлено французькі війська до Тонкінської затоки, де знаходилися незалежні держави Тонкін і Аннам, наслідком чого стало підписання договорів про встановлення над ними французького протекторату. Ці договори не визнав уряд Китаю, який вважав ці держави своїми васалами. В результаті двох французько-китайських війн (1884 і 1885 рр.) Китай визнав колоніальні загарбання Франції в Індокитаї. Однак в березні 1885 р. французи зазнали поразки від китайців у битві біля Ланг-Сона, що мало наслідком падіння другого уряду Феррі і початок у Франції антинімецької кампанії, оскільки Феррі виступав за налагодження співробітництва з Німеччиною і проводив колоніальну експансію за її підтримки. В 1887 р. французи об'єднали Аннам, Тонкін, Камбоджу і Кохінхіну в Індокитайський союз під управлінням спільної колоніальної адміністрації. Було підкорено й інші території, в тому числі на Тихому океані — острови Таїті (1879), Нові Гібриди (1882), Нова Каледонія (1886) тощо. 

### «Панама»
На початку 1890-х рр. Францію сколихнула нова політична криза — «панамська афера», найбільший за всю історію країни політичний скандал, пов'язаний з корупцією державних службовців і депутатів.
В 1879 р. знаменитий проєктувальник і будівельник Суецького каналу Ф. Лессепс запропонував з'єднати каналом Тихий і Атлантичний океани в районі Панамського перешийка. З цією метою в 1880 р. було утворено акціонерну Компанію Панамського каналу, яку він очолив. Будівництво каналу вимагало значних інвестицій, але великі банки, вважаючи проєкт надто ризикованим, відмовили йому в фінансуванні. Тоді Лессепс звернувся за підтримкою до дрібних і середніх вкладників. Добре оплачена рекламна кампанія зуміла переконати десятки тисяч людей ризикнути своїми заощадженнями. Оскільки грошей і після цього бракувало, Лессепс звернувся до парламентарів з проханням про прийняття закону про випуск облігацій державної позики. Спочатку ця ідея не була підтримана в парламенті. Тоді керівники компанії вирішили «проштовхнути» відповідний закон за допомогою хабарів і організували добре профінансовану пропагандистську кампанію в пресі. Влітку 1888 р. відповідний закон було прийнято, попри застереження експертів. Через кілька місяців, в грудні 1888 р. компанія Панамського каналу оголосила про своє банкрутство.
В результаті краху Панамської кампанії 85 тис. дрібних вкладників втратили свої заощадження. Коли з'ясувалося, що з 1 млрд 400 млн франків на будівництво пішло ледь 700 млн, а канал не було прорито і на третину, багато хто почав вимагати розслідування. Через те, що уряд намагався зам'яти панамську аферу, воно розпочалося лише в 1891 р., а скандал вибухнув лише після того, як ним зацікавилася антисемітська газета «Лібр пароль» Едуарда Дрюмона. Вона не лише опублікувала матеріали про корупцію в парламенті, що скомпрометували близько 140 депутатів, але й показала головними винуватцями керівників компанії євреїв Рейнаха і Герца. Монархісти скористалися скандалом, щоб скомпроментувати своїх суперників-республіканців напередодні загальних виборів 1893 р. Водночас ця справа спричинила зростання антисемітських настроїв, що стали характерною ознакою французького націоналізму.
Спеціальна комісія, обрана палатою депутатів для розслідування справи на чолі з радикалом Бріссоном, отримала незаперечні докази підкупу Панамською кампанією сенаторів, депутатів, міністрів, газет. Однак судового переслідування більшості посадових осіб не відбулося. До судової відповідальності було притягнуто лише 5 депутатів, з яких був засуджений лише один (до 5 років ув'язнення).
Панамська криза серйозно зашкодила французькій економіці, зміцнивши недовіру вкладників до інвестицій в підприємства й посиливши їхній потяг до державних паперів. Ще серйознішими були її політичні наслідки. На парламентських виборах 1893 р. палата депутатів була оновлена наполовину. Переконливу перемогу (311 місць) отримали помірковані республіканці, які стали тепер називатися «прогресистами». 122 депутатів провели радикали, 92 — монархісти. Вперше до палати потрапили соціалісти, провівши 49 депутатів. Серед депутатів соціалістів 12 були обрані від Робітничої партії, 12 — від інших соціалістичних груп, найбільше (25) представляли т. зв. «незалежних соціалістів». «Незалежні соціалісти» (Александр Мільєран, Жан Жорес, Рене Вівіані, Арістід Бріан, ін.), які відокремилися від радикалів у 1893 р. і утворили соціалістичну республіканську «Федерацію департаменту Сени», розуміли соціалізм як політику реформ, спрямованих на встановлення справедливіших відносин у суспільстві, і намагалися триматися в стороні від інших соціалістичних організацій з жорсткими доктринальними настановами. Однак у палаті депутатів усі соціалістичні угрупування об'єдналися у одну парламентську фракцію на чолі з А.Мільєраном.
Під впливом депутатів-соціалістів в парламенті відбулося зближення ліберальних та консервативних груп, внаслідок чого склався стабільний «центр», та проурядова більшість, яка дозволила поміркованим республіканцям формувати уряд аж до кінця 1890-х рр. Якщо до появи у палаті соціалістів першість в обстоюванні соціальних реформ мали радикали, тепер їхнє становище змінилося. Частина радикалів сформувала разом з соціалістами ліву опозицію, а більшість пішла на зближення з прогресистами, становище яких після перемоги над буланжизмом було як ніколи міцним. Багато монархістів також зробили вибір на користь співробітництва з республіканцями. Такому рішенню сприяла як буланжистська криза, так і поворот в політиці Ватикану щодо Франції, здійснений папою Львом ХІІІ. Нову тактику церкви вперше було обнародувано в листопаді 1890 р., коли Рим закликав французьких католиків «без застережень визнати нинішню форму правління». Своєю відомою соціальною енциклікою «Рерум новарум» від 15 травня 1891 р. Лев ХІІІ проголосив політику приєднання до республіки, «турботу» церкви про становище робітників і «покращення долі найбідніших класів», що було пропагандою ідей «християнського соціалізму». У Франції виникнення християнсько-соціального руху («соціального католицизму», «християнського соціалізму») пов'язано з діяльністю в палаті депутатів групи «парламентська права» на чолі з графом Альбером де Меном, до складу якої увійшли 35 депутатів — монархістів, які приєдналися до прогресистів.
Девіз прогресистів у 90-ті рр. проголошував «заспокоєння, терпимість, практичні реформи». Нормалізовано відносини з католицькою церквою, що дозволило їй повернути позиції, втрачені в результаті антиклерикальних заходів початку 80-х рр. Прагнення до примирення з католицькою церквою було характерним для усіх республіканських урядів, сформованих після парламентських виборів 1889 р.
В 1890-х рр. за ініціативи угрупування графа А. де Мена парламент схвалив перші соціальні закони, що передбачали впровадження 10-годинного робочого дня для підлітків і 11-годинного для жінок (1892 р.), компенсацію робітникам збитків, завданих їх здоров'ю виробничими травмами (1898 р.); здійснено корегування економічної політики в інтересах підприємницьких кіл. Однак законопроєкт про введення прогресивного оподаткування, що розглядалося як засіб соціальної справедливості, внесений в парламент в 1896 р. кабінетом радикала Леона Буржуа, було провалено.
З іншого боку, під впливом Панамського скандалу на початку 1890-х рр., знову активізувалися анархісти з їх тактикою індивідуального терору («пропаганди дією»). У березні 1892 р. вибухнули бомби в будинках осіб, причетних до процесу над анархістами 1883 р. В грудні 1893 р. на першій сесії новообраного парламенту кинуто бомбу в зал засідань палати депутатів. Хоча обійшлося без жертв, терорист Огюст Вайан був засуджений до смертної кари і гільйотинований у лютому 1894 р. Найбільш вражаючим актом політичного тероризму стало вбивство в червні 1894 р. президента Саді Карно, оскільки він відхилив прохання Вайана про помилування.
Щоб покінчити з тероризмом, палата депутатів прийняла в 1893—1894 рр. низку законів: про тюремне ув'язнення за підбурювання до пограбування і вбивства; про злочинні асоціації і вибухи; про пресу (передбачав передачу справ щодо правопорушення преси в кримінальні суди). Попри те, що представники лівої опозиції — соціалісти й радикали — розглядали ці закони як зазіхання на демократичні права і свободи громадян й характеризували їх як «злочинні», завдяки судовим і поліцейським репресіям хвилю тероризму вдалося збити. Надалі анархісти знайшли союзників в робітничих профспілках (синдикатах).
Для зовнішньої політики Франції 1890-х рр. характерне загострення відносин з Великою Британією на ґрунті колоніальної експансії. Плани Франції про підпорядкування Марокко наштовхнулися на опір Великої Британії і були зірвані. Натомість в результаті воєнних дій 1894—1895 рр. Франція анексувала Мадагаскар зі стратегічно важливою гаванню Дієго-Суарец, чому британський уряд зашкодити не зміг.

### Колоніалізм перед Першою Світовою війною
Після того, як до французьких володінь в Індокитаї в 1893 р. було приєднано Лаос, французькі й британські володіння в цьому районі розділяв лише Сіам. Суперництво за вплив у Сіамі могло привести до французько-англійської війни, однак в 1895 р. було досягнуто угоду про поділ цієї країни на сфери впливу при збереженні його незалежності.
Найбільшою сутичкою між Францією і Англією на колоніальному ґрунті став Фашодський конфлікт 1898—1899 рр. Захопивши містечко Фашода в Судані силами загону капітана Маршана, французи прагнули поставити на порядок денний міжнародної політики питання про Єгипет і забезпечити свої позиції в районі о. Чад. Дипломатичне протистояння двох держав тривало кілька місяців. Врешті під тиском британського уряду, який погрожував війною, Франція була змушена капітулювати. «Фашода» стала для французів символом національної ганьби, «другим Седаном». Підписана в березні 1899 р. угода, за якою Франція відмовлялася від будь-яких претензій на басейн р. Ніл в обмін на визнання Англією її прав на усі західні області Судану, включаючи території на північ і схід від о. Чад, не призвела до покращення відносин між двома країнами.
Найбільшим досягненням прогресистів у сфері зовнішньої політики було встановлення тісних відносин з Росією, що призвело до підписання в 1891 р. французько-російської політичної угоди про взаємні консультації, а в наступному 1892 р. — військової конвенції, після ратифікації яких сформовано французько-російський військово-політичний союз із взаємними зобов'язаннями у випадку війни. Для Франції це означало прорив міжнародної ізоляції, зміцнення позицій в Європі і в колоніальній боротьбі. Союз з Росією надав Франції можливість більш відкрито і рішуче продовжувати відновлення своїх збройних сил. В 1892 р. було прийнято новий військовий закон, за яким усі французи, придатні до військової служби, мали нести дійсну службу в армії упродовж 3 років, у резерві діючої армії — 10 років, в територіальній армії — 6 років і в резерві територіальної армії — 6 років. Оцінки союзу з Росією у Франції були однозначними. Він розглядався як одна з найважливіших гарантій проти нападу Німеччини, одночасно — означав підготовку Франції до реваншу над Німеччиною.
Міжнародні позиції Франції помітно посилилися завдяки діяльності міністра закордонних справ Теофіля Делькассе (1898—1905 рр.). З кінця XIX ст. виявилося прагнення Франції поліпшити відносини зі своїми сусідами на півдні — Італією й Іспанією. Ґрунт до покращення взаємовідносин з Італією було закладено в 1896 р. її офіційним визнанням французького протекторату над Тунісом. У 1898 р. підписано торговельну угоду між двома країнами, що поклала край семирічній митній війні. 1 січня 1901 р. підписано першу секретну угоду між Францією й Італією про розподіл сфер впливу на північному узбережжі Африки, за якою Італія визнала за Францією свободу дій в Марокко, замість чого отримала дозвіл на свободу дій в Триполітанії.
Єдність ліберально-консервативних сил у парламенті було порушено наприкінці 90-х рр. під час політичної кризи, пов'язаною зі «справою Дрейфуса», що стала найнебезпечнішою за всю історію Третьої республіки.

### «Справа Дрейфуса»

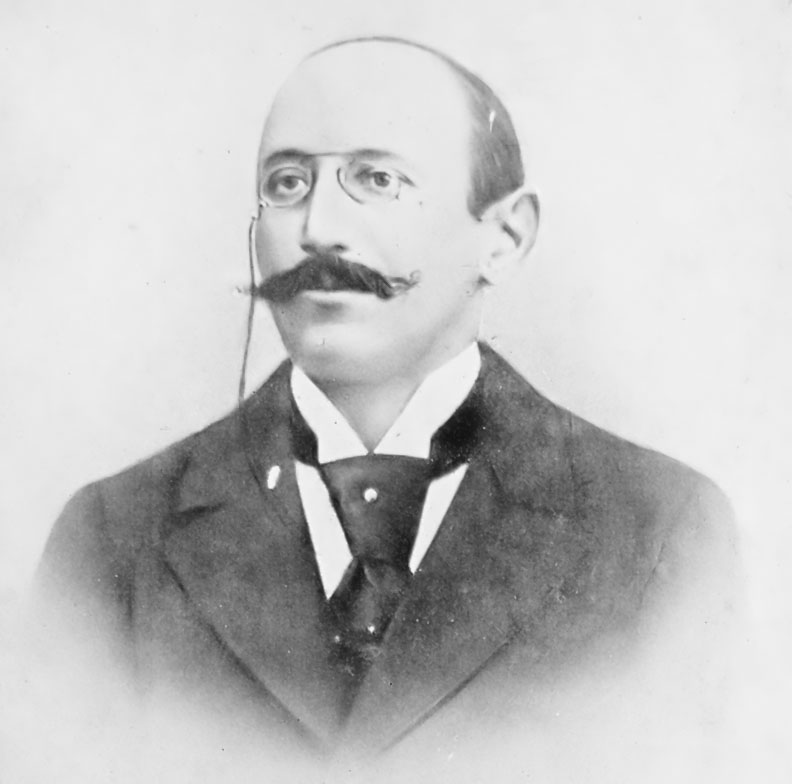
Альфред Дрейфус

Передумовою політичного потрясіння був вирок, винесений в грудні 1894 р. військовим трибуналом у справі стажера Генштабу французької армії капітана Альфреда Дрейфуса: він був звинувачений у шпигунстві на користь Німеччини і засуджений до позбавлення військового звання і довічного заслання на Чортів острів біля Французької Гвіани. Скориставшись процесом над Дрейфусом, військовий міністр вніс у парламент проєкт про смертну кару за державну зраду. Попри різкий протест з боку соціалістів (оскільки його можна було використати і проти них) закон було прийнято переважною більшістю голосів.
Хоч сенсаційне повідомлення про арешт, засудження та розжалування Дрейфуса вразило Париж, поточні справи швидко відволікли від нього увагу. Лише в березні 1896 р., коли новий начальник контррозвідки полковник Пікар відновив розслідування, про цю справу знову заговорили в пресі і в парламенті. Попри те, що багато хто був упевнений у невинності Дрейфуса, ні в кого не вистачило сміливості підняти голос протесту.
Влітку 1896 р. полковник Пікар виявив додаткові документи у справі, встановив невинність Дрейфуса і назвав ім'я справжнього шпигуна — офіцера генштабу майора Естергазі. Однак і після цього вище військове керівництво за підтримки президента республіки Казимір-Пер'є (червень — грудень 1894 р.) намагалося в жодному разі не допустити перегляду справи. Переважна більшість французів була сповнена повагою до законів, армії і основ правосуддя, у них ніколи не з'являлося думки, що армія чи суд можуть брехати. Тому військова верхівка, захищаючи «честь мундира», прагнула приховати від громадськості цей випадок беззаконня, що кидав тінь на армійську верхівку та суд. Іншим мотивом називали той, що Дрейфус був євреєм і сином ельзаського промисловця і багато хто не вважав його гідним належати до еліти офіцерів Генерального штабу, що перебував під впливом вихідців з аристократичних сімей. Видатний французький письменник Ромен Роллан, сучасник тих подій, характеризував «справу Дрейфуса» як «боротьбу між армією і грошима, між військовою кастою і єврейським капіталом».
Коли у січні 1898 р. майор Естергазі все-таки постав перед військовим судом, його було з тріумфом виправдано. Натомість полковник Пікар був заарештований і звільнений з військової служби. Людиною, яка взяла на себе сміливість виступити з публічною оцінкою ситуації навколо «справи Дерйфуса», став письменник Еміль Золя. Його стаття «Я звинувачую» — відкритий лист президенту Фору, в якому викривалися дії уряду, чинів генерального штабу, військових суддів — опублікована 13 січня 1898 р. в газеті Ж.Клемансо «Орор», розбурхала всю країну. Виправдання явного злочинця та нове засудження невинного військовим судом, за яким стояв Генштаб, сприяло тому, що юридична справа переросла в політичну. Дії військових властей були сприйняті багатьма як волаюче порушення елементарних прав і свобод громадянина. З іншого боку, проти Золя було розпочато судовий процес за звинуваченням у наклепі (його засуджено на 1 рік ув'язнення і 3 тис. франків штрафу), який засвідчив непримиренність сторін. За словами Ж.Клемансо, «якби Золя не був засуджений, то жоден з тих, хто його підтримував, не вийшов би з Палацу правосуддя живим. Натовп був готовий роздерти Золя».
У ставленні до справи Дрейфуса Франція розкололася на два ворожі табори — дрейфусарів (тих, хто виступив за перегляд справи) та антидрейфусарів (тих, хто став на захист «честі» армії й проти перегляду справи). Особистість самого А.Дрейфуса не мала при цьому ніякого значення. Поділ на дрейфусарів та антидрейфусарів відбувся не лише всередині різних політичних угрупувань, а фактично у кожній сім'ї. Так, різні позиції у «справі Дрейфуса» зайняли соціалістичні угрупування. Гедисти розцінили її як конфлікт всередині вищого класу, до якого трудящим немає справи, у той час як незалежні соціалісти (Жорес, ін.) активно виступили на боці дрейфусарів, закликаючи бачити різницю між різними партіями і різними урядами.
До антидрейфусарів приєдналася більшість консервативно-католицької партії, частина прогресистів, включаючи президента Фора (січень 1895 — лютий 1899 рр.); частина радикалів і соціалістів тощо. Головною силою антидрейфусарів був націоналістичний рух, який в цей час звернувся до теми антисемітизму. Націоналісти стверджували, що людина іншої крові не може «повною мірою» вважатися французом, на якого батьківщина могла б покластися в хвилину небезпеки. Активні виступи єврейської й протестантської общин на захист парламентської республіки, демократичних і антиклерикальних реформ націоналісти тлумачили як прагнення до підриву національних і моральних устоїв Франції. Те, що серед масонських лож з їх антиклерикальними настроями було багато євреїв, вони розцінювали як змову проти Франції. Як привід для розпалювання ксенофобії й антисемітизму було використано фінансові скандали 1880-1890-х рр. (крах банку «Юньон женераль» та «панамську аферу»). В 1898 р. виникло кілька масових організацій націоналістичного толку: Ліга французької батьківщини, Французька дія («Аксьйон франсез») тощо, відроджено Лігу патріотів під керівництвом П.Деруледа. В «справі Дрейфуса» вони бачили одну зі спроб євреїв за допомогою Німеччини зруйнувати Францію. Націоналістичні організації налічували сотні тисяч членів (лише Ліга французької батьківщини до 500 тис. чол.) і здійснювали сильний тиск на владу з метою не допустити перегляду справи.
Прихильники перегляду «справи Дрейфуса» (дрейфусари) в боротьбі з націоналістами висунули гасло захисту демократичних прав і свобод, гарантованих республікою. Його підтримали представники різних політичних сил, суспільних рухів, конфесій — частина радикалів, частина соціалістів, франкмасони, протестанти, антимілітаристи, анти-клерикали. В 1898 р. ними було засновано Лігу прав людини, яка відіграла важливу роль в історії правозахисного руху. 14 липня 1900 р. в Парижі відбулася грандіозна демонстрація на підтримку республіки і демократії.
За характеристикою Р.Роллана, під час «справи Дрейфуса», йшлося «не лише про епізод вічної боротьби між правом і силою, а про одне з найважливіших питань, що встають перед совістю людини, про дилему — пожертвувати батьківщиною чи пожертвувати справедливістю». Тобто йшлося про те, що для громадянина важливіше — батьківщина чи справедливість.
В серпні 1898 р. виявилися додаткові свідчення того, що «справу Дрейфуса» було сфабриковано. Начальник секретного відділу Генштабу Анрі зізнався в підробці одного з документів, що став підставою для звинувачення Дрейфуса. Він був заарештований, а 1 вересня газети повідомили сенсаційну інформацію про його самогубство. Пікар, який у цей час перебував у в'язниці, викликав адвоката і зробив письмову заяву, що не збирається кінчати життя самогубством. Дізнавшись про смерть Анрі, Естергазі втік з Франції. У вересні 1898 р. уряд погодився на перегляд справи.
В цей час внутрішньополітична криза у Франції досягла апогею. Згода уряду на перегляд справи викликала різкий супротив правих угрупувань у парламенті, що мало наслідком падіння уряду Бріссона (червень-жовтень 1898 р.). Активізувалися робітничі виступи. У вересні в Парижі почався страйк робітників-вуглекопів, задіяних на роботах з підготовки до Всесвітньої виставки 1900 року та прокладання метро, з вимогами підвищення заробітної платні. В жовтні на знак солідарності з ними розпочався загальний страйк робітників-будівельників, в якому, за різними даними, взяли участь від 40 до 80 тис. чоловік. На його підтримку було оголошено загальний страйк залізничників, що мав розпочатися 14 жовтня 1898 р. і стати сигналом для загального страйку французького пролетаріату. Однак уряд було вчасно проінформовано про підготовку до загального страйку і його проведення було зірвано. У лютому 1899 р. націоналісти зробили невдалу спробу здійснити державний переворот, скориставшись раптовою і непередбачуваною смертю й похованням президента Фора.
Таким чином, в період 1898—1899 рр., особливо під час обрання нового президента (лютий 1899 р.), у Франції виникла загроза громадянської війни, оскільки нетерпимість та фанатизм двох протилежних таборів досяг апогею.
За таких обставин частина прогресистів, стурбована розгулом націоналізму й загрозою державного перевороту, приєдналася до дрейфусарів. В червні 1899 р. новий президент республіки дрейфусар Еміль Лубе призначив главою уряду прогресиста-дрейфусара Вальдека-Руссо і закликав усіх підтримати уряд, «здатний ліквідувати елементи громадянської війни». До складу кабінету Вальдека-Руссо («уряду республіканської концентрації») увійшли представники усіх основних політичних сил, які виступали на захист законності й порядку. До його складу як міністр торгівлі й промисловості увійшов і соціаліст Александр Мільєран («казус Мільєрана»). Враження від цього в політичних колах (в тому числі серед соціалістів) було «приголомшливим», оскільки це був перший випадок участі соціаліста в уряді. На посаду військового міністра до уряду був призначений генерал Галіфе, учасник придушення Комуни. Попри серйозні претензії депутатів до складу уряду і мінімальні шанси на його затвердження, кабінет все-таки отримав довіру більшістю усього в 25 голосів (промова Бріссона була завершена масонським жестом відозви на знак крайньої небезпеки, до якого масонські старшини звертаються вкрай рідко).
«Казус Мільєрана» зірвав спробу соціалістів провести у 1899 р. об'єднавчий з'їзд своїх численних організацій. У той час як Ж.Жорес підтримав рішення про входження Мільєрана до складу уряду, гедисти вбачали в цьому зраду інтересів робітничого класу. А.Мільєран вже в 1896 р. після успіху соціалістів на муніципальних виборах висунув програму мирного завоювання влади через загальне виборче право. На посаді міністра він домігся прийняття закону про обмеження робочого дня для дорослих 11 годинами; не раз від імені уряду виступав арбітром в суперечках між робітниками і власниками підприємств.
Рішучі заходи уряду Вальдека-Руссо проти націоналістів, арешт і суд над їх лідерами стабілізували ситуацію в країні. У вересні 1899 р. відбулося нове слухання «справи Дрейфуса», яке знову закінчилося звинувачувальним вироком, хоча і з урахуванням обставин, що пом'якшували його провину. Уряд був змушений використати процедуру помилування під приводом поганого стану здоров'я А.Дрейфуса. Лише в 1906 р. його було повністю реабілітовано.
Наслідком «справи Дрейфуса» стала значна поляризація політичних сил, що знищила плоди багаторічних зусиль політиків консервативного й ліберального напрямів у створенні стабільного «центру». Традиційне протистояння «правих» і «лівих» знову набуло чітких контурів. Однак у порівнянні з 1870-1880-ми роками, коли ця формула відображала боротьбу між республіканцями й монархістами, характер протистояння суттєво змінився. Республіка тепер сприймалася як факт, що відбувся і не викликав сумнівів. Тож боротьба щодо форми правління поступилася боротьбі щодо механізму функціонування існуючої влади й механізмів її реформування. Наприкінці 1890-х рр. політичні сили розділилися на два протилежні табори тому, що розійшлися в поглядах на політичні цілі й цінності республіки. Бути «лівим» тепер означало не лише зберігати вірність республіканським установам, демократичним і світським принципам, але й боротися проти націоналізму й воєнщини, проти порушення громадянських свобод і прав людини. Навпаки, правих стали вирізняти головним чином націоналізм, преклоніння перед армією і військовою силою, прагнення до авторитарного правління.
Результатом політичної кризи у Франції кінця XIX ст. став загальний зсув уліво в політичному житті країни, що продемонстрували результати загальних парламентських виборів 1902 р.

## Франція у Першій світовій війні

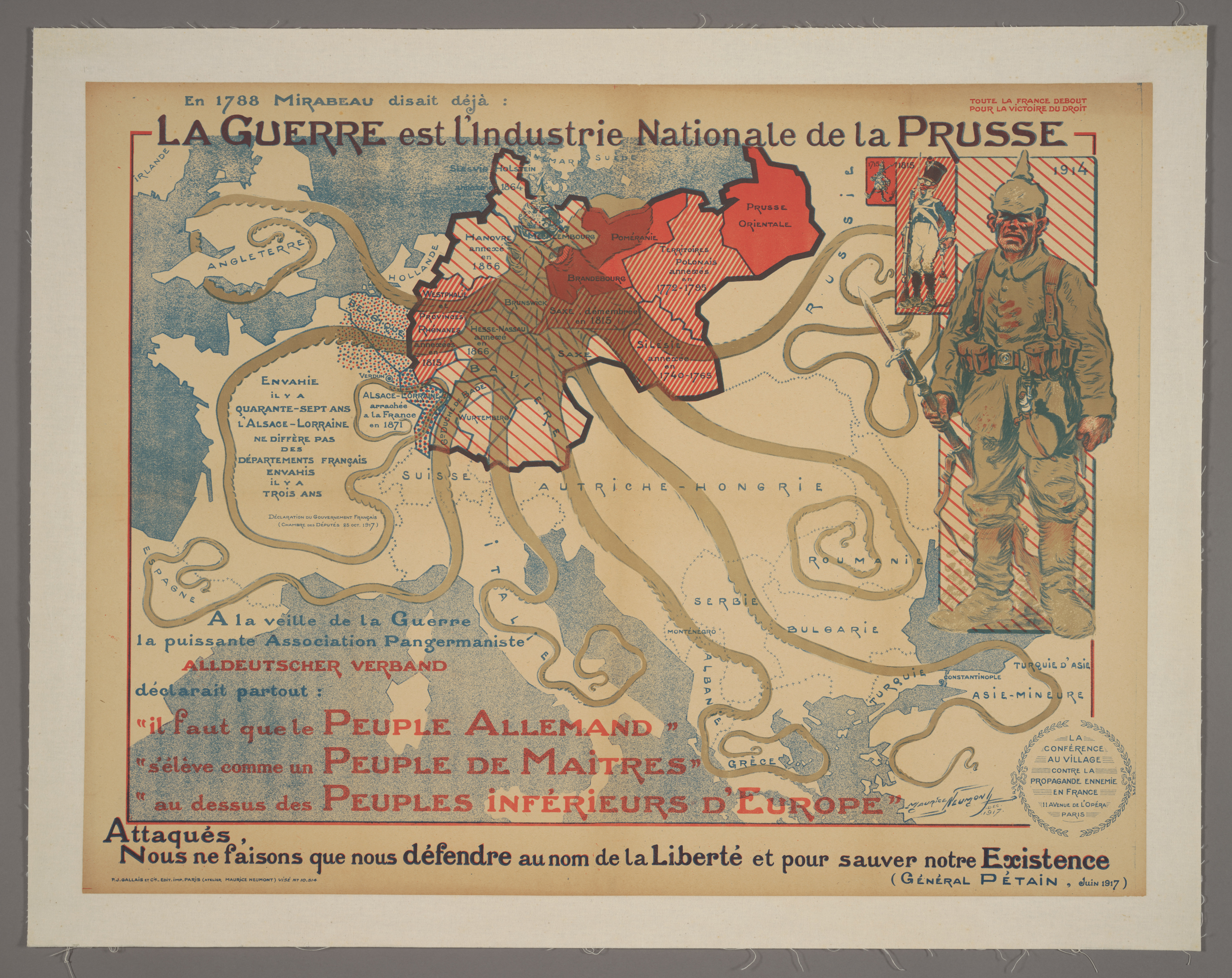
Французький пропагандистський плакат 1917 року має назву цитатою 18-го століття: «Ще в 1788 році Мірабо говорив, що війна — це національна індустрія Пруссії».

3 серпня 1914 р. Німеччина оголосила війну Франції. Наступного дня президент Р.Пуанкаре звернувся до французів із закликом до «священного єднання» на захист Вітчизни. Його було підтримано усіма суспільно-політичними силами, включаючи соціалістів і синдикалістів, які напередодні проводили активну антивоєнну кампанію. 4 серпня 1914 р. парламент без обговорення прийняв серію законів, що забезпечували національну оборону, в тому числі Закон про облоговий стан, після чого перервав свою роботу на невизначений час.
Кабінет міністрів, який з червня 1914 р. очолював Р.Вівіані, 26 серпня було реорганізовано. До нього вперше після «казусу Мільєрана» 1898 р. увійшли соціалісти — Ж. Гед і М.Самба. В жовтні 1915 р. його змінив кабінет А.Бріана (до березня 1917 р.), який представляв ще ширший спектр політичних сил. Крім радикалів, лівих республіканців і соціалістів (Гед, Самба, Тома) до нього увійшли правий республіканець Ж.Мелін і монархіст Д.Кошен. Так вперше в історії Третьої республіки було створено загальнонаціональний блок основних партій, відомий під назвою «священного єднання». Його метою було проголошено перемогу, а безпосереднім завданням — «усе для війни». Більшість політичних організацій призупинила свою діяльність або обмежила її локальними завданнями. Уряду вдалося налагодити співробітництво з керівництвом Загальної конфедерації праці, з 1909 р. очолювану Леоном Жуо, який з початком війни повернув профспілковий рух в бік реформізму. Завдяки цьому страйків у Франції в другій половині 1914—1916 рр. майже не було.
В умовах облогового часу, коли було скасовано свободу друку і зборів, введено цензуру, інші обмеження політичної діяльності й поширення інформації, військове командування на чолі з генералом Жоффром, авторитет якого після битви на Марні надзвичайно зріс, зосередило в своїх руках величезну безконтрольну владу. Більшість громадян і політичних діячів були згодні прийняти диктатуру військових для досягнення швидкої перемоги. Коли ж стало очевидно, що війна набуває затяжного характеру, 23 грудня 1914 р. парламент відновив свої засідання в Парижі й ухвалив рішення не припиняти роботу до кінця війни.
Військові дії на території Франції, німецька окупація десяти найрозвинутіших північно-східних департаментів країни, проблеми з транспортом, виробництвом і постачанням фронту і тилу викликали потребу мілітаризації економіки, пристосування її до військових потреб, що було неможливо без централізації усіх ресурсів — виробничих, сировинних, людських — під контролем держави. Отже, різко зросла роль держави в економічному житті, що було вимушеним заходом, який суперечив довоєнній економічній доктрині лібералізму. Усі експортно-імпортні й валютні операції, розподіл сировини, палива і продовольства було поставлено під контроль держави. Для управління окремими галузями промисловості було створено спеціальні державні органи, до складу яких увійшли власники найбільших підприємств. Здійснено реквізицію державою торговельного флоту. Встановлено державний контроль над умовами праці, заробітною платнею і цінами на основні споживчі товари. Внаслідок браку робочої сили уряд неодноразово приймав рішення про відкликання мобілізованих робітників і спеціалістів для роботи в тилу. Широко застосовувалася праця військовополонених, хоч це й суперечило Гаазьким конвенціям 1899 і 1907 рр. До кінця війни державне регулювання економічного життя і соціальних відносин набуло загального характеру.
В 1916 р. різко загострилася продовольча проблема через скорочення виробництва сільгосппродукції у Франції. Збільшення імпорту продовольства викликало кризу транспортування, яка посилилася в результаті розв'язаної німцями підводної війни (лише в 1916 р. німці потопили 28 французьких кораблів). Залізничні перевезення за 1916 р. також зменшилися до 45-60 %. Брак вугілля загрожував закриттям багатьох підприємств. Населення гостро відчувало брак товарів першої необхідності, збільшення тривалості робочого дня на підприємствах, впровадження нічних і наднормових годин тощо. Постійне погіршення умов життя в тилу, провал наступальних операцій союзників в Шампані і в Артуа в 1915 р., на Соммі в 1916 р., величезні жертви на фронті призвели до змін у суспільних настроях.
Починаючи з середини 1916 р. обидві палати парламенту стали проводити особливі секретні засідання, де обговорювали проблеми національної оборони, критикували некомпетентність військового командування і безсилля уряду. Боротьба парламенту за контроль над військовими властями врешті призвела до відставки генерала Жоффра з посади головнокомандувача 27 грудня 1916 р.
На третьому році війни французьке суспільство розділилося в своїх оцінках перспектив війни. В країні і в парламенті виникли два угрупування — «партія війни», яка виступала за перемогу за будь-яку ціну, і «партія миру», яка прагнула якомога швидше досягти «почесного миру». Обидва угрупування не були організованими, а виражали лише загальні настрої в країні. Серед лідерів «партії війни» виділився Ж. Клемансо, який в зрілі роки перейшов на поміркованіші позиції. На початку війни він не увійшов до складу уряду, тож в очах французів не ніс відповідальності за його прорахунки. Серед лідерів «партії миру» виділявся Ж.Кайо, відомий своїм прагненням вирішувати спірні питання з Німеччиною шляхом переговорів, що він продемонстрував під час другої марокканської кризи 1911 р.
Антивоєнні настрої були поширенні головним чином в Об'єднаній французькій соціалістичній партії (СФІО), в якій виникла опозиція участі соціалістів в уряді і підтримки його курсу на перемогу за будь-яку ціну. Ця «антивоєнна меншість» підтримувала національну оборону, однак виступала проти переростання війни в загарбницьку. Масові антивоєнні дії в цей час не користувалися популярністю. «Антивоєнна меншість» виступала за спільні дії соціалістів усіх воюючих країн з метою досягнення загального справедливого миру шляхом тиску на власні уряди. Її члени (Мергейм і Бурдерон) увійшли до Комітету з відновлення міжнародних зв'язків, що виник після антивоєнної Циммервальдської конференції соціалістів у вересні 1915 р. і схвалили рішення конференції домагатися миру без анексій і контрибуцій. Керівники СФІО засудили Мергейма і Бурдерона, а вони опублікували маніфест, в якому закликали соціалістів до виходу з уряду і відмови голосувати за військові кредити. На з'їзді СФІО в грудні 1916 р. «меншість» майже зрівнялася з більшістю, якій лише з незначною перевагою вдалося зберегти лідерство в партії.
На хвилі посилення антивоєнних настроїв в другій половині 1916 р. активізувався опозиційний суспільний рух, відновили діяльність деякі організації, такі як партія радикалів, Ліга прав людини, масонські ложі. Виникло «Товариство документальних і критичних досліджень про причини війни», яке пропагувало пацифістські погляди. Усі ці організації сприймали війну як крах демократичних ідеалів і вважали, що завдяки «священному єднанню» вплив на політику уряду здобули крайні праві партії і рухи, переможені після «справи Дрейфуса».
Після того, як в грудні 1916 р. Центральні держави виступили з мирною ініціативою, питання про мир стало предметом публічних дискусій і призвело до оприлюднення протилежних позицій різних угрупувань, а врешті — до політичної кризи. В грудні 1916 р. уряд А.Бріана було піддано різкій критиці за недостатню активність у внутрішній і зовнішній політиці. В результаті уряд було реорганізовано, замість 23 міністрів у ньому залишилося лише 10. В березні 1917 р. уряд був змушений піти у відставку. Вона була пов'язана з відмовою військового міністра Ліоте говорити на секретному засіданні палати про стан французької авіації та плани прискорення випуску літаків, оскільки, за його словами, звіти про попередні секретні засідання палати продавалися за 100 франків за кожне засідання і генштаб противника знав про них.
В 1917 р. Францію охопила політична криза. Уряди Рібо (березень-вересень 1917 р.) і Пенлеве (вересень-листопад 1917 р.) виявилися нестійкими через нападки як справа, так і зліва. Значну підтримку в цей час отримала ідея про досягнення сепаратного миру з Австро-Угорщиною, яка впродовж кількох місяців пропагувалася в пресі. Після провалу в квітні 1917 р. наступу Нівеля навіть в близьких до уряду колах з'явилися прихильники переговорів з Німеччиною з метою досягнення «почесного миру». Серед них був і колишній прем'єр А.Бріан.
Значний політичний резонанс отримало рішення СФІО взяти участь в Стокгольмській міжнародній антивоєнній конференції, про скликання якої у вересні 1917 р. оголосили соціалістичні партії нейтральних країн і Петроградська рада робітничих і солдатських депутатів. Оскільки уряд двічі відмовляв делегатам від СФІО у виїзді за кордон, це стало приводом для виходу соціалістів з урядової коаліції. Міністр озброєнь соціаліст А.Тома вийшов зі складу уряду Рібо. Перехід соціалістів і частини радикалів в опозицію призвів до порушення принципу «священного єднання». Керівництво соціалістичної і радикальної партій розпочали консультації з метою формування «однорідного» лівого уряду, на провідну роль в якому намічався Ж.Кайо.
Провал наступу Нівеля став безпосереднім поштовхом до масової відмови солдат фронтових частин французької армії від підпорядкування своїм командирам. Тією чи іншою мірою ці заворушення охопили 2/3 усіх французьких дивізій на Західному фронті. 15 травня 1917 р. Головнокомандувач генерал Нівель втратив свою посаду. Новим головнокомандувачем став генерал Анрі-Філіп Петен, начальником Генерального штабу — генерал Ф.Фош. 7 червня 1917 р. Петен відновив смертну кару для солдатів, які порушували дисципліну, і таким чином відновив порядок в армії. Водночас у великих містах відбулася низка страйків, деякі з них мали політичний антивоєнний характер.
В цій ситуації 22 липня 1917 р. Ж.Клемансо публічно звинуватив міністра внутрішніх справ Л.-Ж. Мальві в потуранні «пропаганді поразки» і зраді інтересів Франції. Натомість Мальві відстоював позицію про необхідність довіри до усіх відтінків суспільної думки, що повинні бути почуті в умовах «священного єднання». Звинувачення Клемансо викликали значний резонанс у суспільстві. Було розгорнуто гучну кампанію проти діяльності антивоєнних сил. У вересні Мальві був змушений піти у відставку. Після цього звинувачення не припинилися. Їх головною мішенню став Кайо, звинувачений в секретних переговорах з німецькими представниками. Розпочався скандал, пов'язаний з розкриттям змови роялістів, в якому разом з Кайо були уплутані й перші особи уряду. Над Кайо нависла загроза слідства і суду. В цих умовах більшість парламентської фракції радикалів не підтримала свого лідера і відмовилася від угоди з соціалістами. Надалі основні нападки Клемансо було спрямовано на А.Бріана, якого він вважав лідером «пораженців».
В умовах політичної нестабільності більшість французького суспільства прагнула бачити на чолі уряду сильну особистість, здатну навести порядок і якомога скоріше привести країну до миру. 16 листопада 1917 р., коли військове становище Антанти різко загострилося внаслідок катастрофи італійської армії при Капоретто і приходу в Петрограді до влади більшовиків, уряд очолив 76-річний Ж.Клемансо, на тверду руку якого розраховували більшість французів. Очоливши кабінет, Клемансо запевнив, що вся його внутрішня і зовнішня політика буде підпорядкована єдиній меті — перемогти.
З метою зміцнення армії Клемансо домігся призначення на посаду головнокомандувача союзними військами генерала Ф.Фоша. Під приводом охорони військової таємниці парламентарі були відсторонені від контролю над діями військових. Його було повністю зосереджено в руках глави уряду, який взяв собі також портфель військового міністра. Президент Пуанкаре втратив будь-який вплив на політику уряду.
З приходи Клемансо було здійснено сувору чистку державного апарату, особливо поліції, за надмірну поступливість щодо антивоєнної пропаганди. Жорсткі заходи були вжиті стосовно тих політичних діячів, яких Клемансо вважав винними в підриві віри народу в перемогу. Так, колишній міністр внутрішніх справ Мальві був в серпні 1918 р. засуджений до 5 років вигнання. В січні 1918 р. було заарештовано Ж.Кайо за звинуваченням у зв'язках з противником і в змові проти безпеки держави. В 1920 р. він був засуджений на 3 роки ув'язнення з наступним позбавленням політичних прав. Активізували свою діяльність військово-польові суди в справах про «зраду» і «шпигунство». Репресії було застосовано також проти революційного синдикалізму, який активізувався після Жовтневої революції в Росії і на рубежі 1917—1918 рр. набув яскраво вираженого антивоєнного характеру.
Коли в жовтні 1918 р. Німеччина запросила у союзників перемир'я, між президентом Пуанкаре і прем'єр-міністром Клемансо виникли серйозні суперечності. Р.Пуанкаре рішуче заперечував проти переговорів з Німеччиною, поки не буде остаточно знищено її військову могутність. Однак Ж.Клемансо, змушений рахуватися з суспільною думкою, погодився на перемир'я, яке було підписане в Комп'єні 11 листопада 1918 р. В цей день Клемансо було вперше названо «батьком перемоги», що свідчило про його надзвичайну популярність серед французів.
Внаслідок війни Франція була значною мірою зруйнована. Вона втратила близько 1,2-1,5 млн солдат, ще більше поранених і покалічених. Різко зріс дефіцит її державного бюджету, внутрішній і зовнішній борг. Виплати по боргах склали близько ¼ частини усіх бюджетних витрат. Проблему відбудови зруйнованого господарства керівництво країни планувало вирішити за рахунок контрибуцій і репарацій переможеної Німеччини. З метою гарантії національної безпеки і після війни Франція не відійшла від політики сили і реваншизму відносно Німеччини, що повною мірою знайшло відбиття на Паризькій мирній конференції в 1919 р.

## Франція в міжвоєнний час

### Громадянська війна в Росії
У післявоєнній Франції широкий розмах набуває страйкового руху. У «великих страйках» 1919 і 1920 р.р. брало участь понад 2 млн осіб. Страйкували металісти, текстильники, гірники, сільськогосподарські робітники та багато інших. Загальний страйк залізничників продовжувався протягом травня 1920 р. Страйкуючі вимагали підвищення заробітної плати, встановлення 8-годинного робочого дня, визнання колективних договорів, а також виступали з гаслами солідарності із Радянською Росією. Кабінет Клемансо пішов на поступки працівникам. Навесні 1919 р. було прийнято два закони, які враховують основні вимоги страйкарів. Один офіційно встановлював 8-годинний робочий день, інший надавав профспілкам право укладати колективні договори з підприємцями.
Найважливішим напрямом зовнішньої політики уряду Клемансо була боротьба проти Радянської Росії. Франція, Англія та США активно підтримували Білий рух і після поразки Центральних держав зробили збройну інтервенцію. У підписаній ще грудні 1917 р. угоді з Англією про поділ території Росії на зони впливу за Францією закріплювалися Україна, Бессарабія та Крим. Англо-французький військовий флот увійшов до Чорного моря. Французькі війська висадилися у Криму та на південному узбережжі України. Однак у квітні 1919 р. моряки французької ескадри, що перебувала у Чорному морі, здійняли повстання. Вони вимагали припинення інтервенції та повернення до Франції. Майже одночасно почалися хвилювання у французьких військах в Одесі та Архангельську, а також у французьких портах Тулон та Брест, які служили базами для постачання союзників. Кабінету Клемансо важко вдалося придушити хвилювання. Але він був змушений відкликати війська та відмовитися від відкритої інтервенції. Багато учасників повстання постали потім перед судом, були засуджені та відправлені відбувати покарання у в'язниці та на каторжні роботи.

### Франція на Паризькій мирній конференції
Головною європейською подією 1919 стала робота Паризької мирної конференції. Вона відкрилася у січні під головуванням Клемансо і була покликана підготувати мирні договори з Німеччиною та її союзниками.
Підписання мирного договору між Францією та Німеччиною відбулося 28 червня 1919 р. у Версальському палаці під Парижем. Згідно з договором, Франція повертала собі Ельзас та Лотарингію. Від Німеччини відокремлювалася Саарська область та передавалася під управління Ліги націй терміном на 15 років. Вугільні шахти Саара переходили у повну власність Франції «у відшкодування зруйнованих вугільних копалень на півночі Франції». Лівий берег Рейну окупувався союзними військами терміном від 5 до 15 років (залежно від району окупації). Ця територія оголошувалась демілітаризованою зоною. Така сама зона простяглася на 50 км вздовж правого берега Рейну.
Військові статті Версальського договору дозволяли Німеччині мати армію не понад 100 тис. вояків, які вербувалися на добровільній основі та озброєні легкою зброєю. Загальний військовий призив скасовувався. Озброєння німецької армії танками, літаками, тяжкою артилерією не дозволялося. Їй також заборонялося мати підводні човни.
Окрема стаття Версальського договору покладала Німеччину всю відповідальність за розв'язання світової війни. Тому вона мала відшкодувати всі збитки, заподіяні цивільному населенню та майну країн Антанти. Йшлося насамперед про витрати на відновлення зруйнованих районів, пенсії інвалідам та допомогу для сімей мобілізованих. До 1 травня 1920 р. Німеччина повинна була сплатити 20 млрд золотих марок валютою і товарами. Загальна сума контрибуцій у договорі не визначалася. Контроль за виплатами покладався на союзну репараційну комісію, головою якої був делегат від Франції. При несплаті чи разі інших порушень Версальського договору країни Антанти могли ввести свої війська на територію Німеччини.
Відповідно до рішень Паризької мирної конференції колоніальні володіння Німеччини та Османської Імперії перейшли до переможців у формі «мандатів» Ліги націй на управління цими територіями. Франція отримала «мандат» на частину німецьких колоній Того та Камерун у Тропічній Африці та на Сирію та Ліван за договором, укладеним з Туреччиною у серпні 1920 р. Вона знову приєднала до своїх володінь частину території Конго, яка у 1911 р. була поступлена Німеччині.
Статут Ліги націй, основною метою якої був розвиток співпраці між народами та гарантія їх миру та безпеки, підписали 44 держави, у тому числі 31 країна, що боролася на боці Антанти та 13 — не брали участі у війні. До складу цієї організації відмовилися увійти США. Ліга націй була покликана підтримати Версальську систему міжнародних відносин.

### Франція напередодні Другої світової війни
У квітні 1938 р. прем'єр-міністром став Едуар Даладьє (квітень 1938 — березень 1940). На міжнародній арені кабінет Даладьє продовжував вести політику «умиротворення» нацистської Німеччини та її союзників. У вересні 1938 р. глава французького уряду підписав у Мюнхені разом із прем'єр-міністром Великої Британії Невілом Чемберленом, Адольфом Гітлером та Беніто Муссоліні Мюнхенську угоду, яка передбачала «поступку», а по суті насильницьке відторгнення від Чехословаччини та передачу Німеччини Судетській області та інших районів, в яких проживало велику кількість етнічних німців. В результаті ця центрально-європейська країна втратила 20 % своєї території, де проживала чверть населення та розміщувалася приблизно половина потужностей важкої промисловості.
У грудні 1938 р. Даладьє та міністр закордонних справ Німеччини Йоахім Ріббентроп поставили підписи під франко-німецькою декларацією, в якій заявлялося, що уряди обох країн докладатимуть усіх зусиль, щоб забезпечити «мирні та добросусідські відносини між Францією та Німеччиною». Своєю чергою Німеччина в березні 1939 року остаточно окупувала територію всієї Чехословаччини, а в травні уклала з Італією так званий Сталевий пакт, згідно з яким сторони зобов'язувалися надавати один одному військову допомогу у разі війни з третьою державою.
Стурбовані Франція та Англія у березні 1939 р. обмінялися нотами, що містять взаємні зобов'язання про надання один одному допомоги у разі нападу на одну з них. Так офіційно був оформлено англо-французький союз. Генеральні штаби обох країн розпочали розробку координованих планів у разі війни з Німеччиною. Французькі військові розраховували головним чином неприступність «лінії Мажино». Англія та Франція оголосили, що вони надають гарантії безпеки Польщі, Румунії, Греції та Туреччини.
Навесні та влітку 1939 р. представники Англії та Франції вели у Москві переговори з керівниками СРСР з метою укладання потрійного договору про взаємну допомогу та військову конвенцію. Однак вони скінчилися невдачею. Після провалу тристоронніх переговорів у серпні 1939 р. народний комісар закордонних справ СРСР В. М. Молотов підписав у Москві з Ріббентропом радянсько-німецький пакт про ненапад.

## Друга світова війна та падіння Третьої республіки
1 вересня 1939 р. нацистська Німеччина напала на Польщу. Франція та Велика Британія оголосили війну Німеччині. Почалася Друга світова війна. Польща не отримала від своїх «гарантів», Франції та Англії жодної реальної військової допомоги. В результаті польська армія була розгромлена Німеччиною при підтримці СРСР за чотири тижні. На Західному фронті німці не робили жодних рішучих дій. Велика Британія та Франція не брали на себе військової ініціативи, розраховуючи, що головного удару Німеччина завдасть на Сході. Оскільки на Західному фронті бойові дії не велися з вересня 1939 до травня 1940 р., цей час у Франції назвали «дивною війною».
Восени 1939 р. при владі ще стояв кабінет Едуара Даладьє. У березні 1940 р. його змінило уряд, очолюваний відомим правим політичним діячем Полем Рейно.
10 травня 1940 р. Німеччина розпочала стрімкий наступ на Західному фронті. Німці завдали першого удару по французькій території через нейтральні країни — Люксембург, Бельгію та Голландію. Потім головні сили гітлерівської армії атакували у районі Седана, де закінчувалися зміцнення «лінії Мажино». Фронт було прорвано, німці вийшли в тил англо-французьким військам і оточили їх біля Дюнкерка. Англо-французькому флоту насилу вдалося евакуювати британський експедиційний корпус без важкого озброєння. Основні сили французької армії, втративши підтримку британців, поспішно відступали. 10 червня Франції оголосила війну Італія, а німецькі війська перебували вже поблизу Парижа. Уряд Рейно залишив столицю і переїхав на південь, спочатку до Туру, а потім до Бордо. 16 червня кабінет Рейно пішов на відставку. Новий уряд сформував 84-річний маршал Філіп Петен, прихильник припинення війни та укладання перемир'я з Німеччиною. Він негайно звернувся до німців із проханням зупинити військові дії та повідомити умови миру.
Франко-німецьке перемир'я було підписано 22 червня 1940 р. у Комп'єні, франко-італійське 25 червня у Римі.
Згідно з умовами перемир'я, французькі армія та флот роззброювалися і демобілізовувалися. Франція мала виплачувати величезні окупаційні платежі у розмірі 400 млн франків (з листопада 1942 р. — 500 млн франків) щодня. Дві третини країни, включаючи Париж, були окуповані Німеччиною. Південна частина Франції (так звана вільна зона) та колонії не піддавалися окупації та контролювалися урядом Петена. Воно влаштувалося в невеликому курортному містечку Віші.

## Наслідки
До останньої третини 19 століття за рівнем економічного розвитку Франція поступалась лише Англії. А на початок 20 століття у світовому промисловому виробництві вона посідала вже 4-те місце, пропустивши вперед молоді капіталістичні держави — США та Німеччину.

### Причини уповільнення темпів економічного розвитку
Величезних збитків економіці завдала невдала війна. Економічний розвиток гальмували також нестача природних ресурсів (що змушувало промисловців купувати сировину за кордоном), зростання конкуренції на світовому ринку, низька купівельна спроможність населення і технічна відсталість французької індустрії.

### Крок вперед
В 1871—1900 роках французька економіка зробила великий крок вперед:
1. Провідне місце у промисловості країни посіли великі металургійні заводи.
2. Поява нових технологій дозволила ширше використовувати наявні у Франції поклади руди.
3. Брак вугілля стимулював будівництво гідроелектростанцій.
4. Швидко розвивалася транспортна мережа країни.
5. У 1872—1901 роках довжина залізниць збільшилась в 2,5 рази.
6. Конституція Третьої республіки

### Огляди
- Bell, David, et al. A Biographical Dictionary of French Political Leaders since 1870 (1990), 400 коротких статей експертів
- Bernard, Philippe, and Henri Dubief. The Decline of the Third Republic, 1914—1938 (The Cambridge History of Modern France) (1988)  [Архівовано 26 квітня 2020 у Wayback Machine.]
- Beaupré, Nicolas. Les Grandes Guerres 1914—1945 (Paris: Éditions Belin, 2012) 1152 ст. ISBN 978-2-7011-3387-4; французькою; (онлайн-огляд англійською Джеймсом Е. Конноллі, листопад 2013) [Архівовано 26 квітня 2020 у Wayback Machine.]
- Brogan, D. W The development of modern France (1870—1939) (1953) онлайн
- Bury, J. P. T. France, 1814—1940 (2003) розділ 9–16
- Encyclopædia Britannica (12th ed. 1922) складається з 11-го видання плюс три нових томи 30-31-32, що охоплюють події з 1911 року з дуже ретельним висвітленням війни, а також кожної країни та колонії. Включено також у 13-е видання (1926 р.)
  - повний текст тому 30 ABBE на ENGLISH HISTORY онлайн безкоштовно [Архівовано 26 квітня 2020 у Wayback Machine.]
- Fortescue, William. The Third Republic in France, 1870—1940: Conflicts and Continuities (2000)  [Архівовано 26 квітня 2020 у Wayback Machine.]
- Furet, François. Revolutionary France 1770—1880 (1995), ст. 492—537. Огляд політичної історії провідним вченим
- Hutton, Patrick H., ed. Historical Dictionary of the Third French Republic, 1870—1940 (Greenwood, 1986) онлайн
- Larkin, Maurice. France since the Popular Front: Government and People, 1936—1986 (Oxford UP, 1988)
- Mayeur, Jean-Marie, and Madeleine Rebirioux. The Third Republic from its Origins to the Great War, 1871—1914 (The Cambridge History of Modern France) (1988)  [Архівовано 26 квітня 2020 у Wayback Machine.]
- Shirer, William L.The Collapse of the Third Republic: An Inquiry into the Fall of France, New York: Simon and Schuster, 1969
- Thomson, David. Democracy in France: The third republic (1952) онлайн
- Wolf, John B. France: 1815 to the Present (1940) онлайн безкоштовно ст. 349—501.
- Wright, Gordon. France in Modern Times (5th erd. 1995) ст. 205—382

### Зовнішня політика і колонії
- Adamthwaite, Anthony. Grandeur and Misery: France's Bid for Power in Europe 1914—1940 (1995)  [Архівовано 26 квітня 2020 у Wayback Machine.]
- Conklin, Alice L. A Mission to Civilize: The Republican Idea of Empire in France and West Africa, 1895—1930 (2000)  [Архівовано 26 квітня 2020 у Wayback Machine.]
- Duroselle, Jean-Baptiste. France and the Nazi Threat: The Collapse of French Diplomacy 1932—1939 (2004); Переклад англійською його дуже впливового La décadence, 1932—1939 (1979)
- Gooch, G.P. Franco-German Relations 1871—1914 (1923)
- MacMillan, Margaret. The War that Ended Peace: The Road to 1914 (2013).
- MacMillan, Margaret. Paris 1919: six months that changed the world (2007).
- Nere, J. Foreign Policy of France 1914–45 (2010)
- Quinn, Frederick. The French Overseas Empire (2001)

### Політичні ідеї та практика
- Hanson, Stephen E (2010). The Founding of the French Third Republic. Comparative Political Studies. 43 (8–9): 1023—1058. doi:10.1177/0010414010370435.
- Jackson, Julian. The Politics of Depression in France 1932—1936 (2002)  [Архівовано 26 квітня 2020 у Wayback Machine.]
- Kennedy, Sean. Reconciling France Against Democracy: the Croix de feu and the Parti social français, 1927—1945 (McGill-Queen's Press-MQUP, 2007)
- Kreuzer, Marcus. Institutions and Innovation: Voters, Parties, and Interest Groups in the Consolidation of Democracy—France and Germany, 1870—1939 (U. of Michigan Press, 2001)
- Lehning, James R.; To Be a Citizen: The Political Culture of the Early French Third Republic (2001) онлайн [Архівовано 28 червня 2011 у Wayback Machine.]
- Passmore, Kevin (1993). The French Third Republic: Stalemate Society or Cradle of Fascism?. French History. 7 (4): 417—449. doi:10.1093/fh/7.4.417.

### Культура і суспільство
- La Belle Époque. New York: The Metropolitan Museum of Art. 1982. ISBN 978-0870993299. Архів оригіналу за 10 жовтня 2018. Процитовано 24 січня 2019.
- Freundschuh, Aaron. The Courtesan and the Gigolo: The Murders in the Rue Montaigne and the Dark Side of Empire in Nineteenth-Century Paris (2017)  [Архівовано 26 квітня 2020 у Wayback Machine.]
- Price, Roger. A Social History of Nineteenth-Century France (1987) повний текст онлайн [Архівовано 28 червня 2011 у Wayback Machine.]
- Robb, Graham. The Discovery of France: A Historical Geography, from the Revolution to the First World War (2007)
- Weber, Eugen. The Hollow Years: France in the 1930s (1996)
- Weber, Eugen. Peasants into Frenchmen: The Modernization of Rural France, 1870—1914 (1976)  [Архівовано 26 квітня 2020 у Wayback Machine.]
- Weber, Eugen. France, Fin de Siècle (1988)
- Zeldin, Theodore. France: 1848—1945: Politics and Anger; Anxiety and Hypocrisy; Taste and Corruption; Intellect and Pride; Ambition and Love (2 том 1979), тематична історія

### Жінки, сексуальність, стать
- Copley, A. R. H. Sexual Moralities in France, 1780—1980: New Ideas on the Family, Divorce and Homosexuality (1992)
- Diamond, Hanna. Women and the Second World War in France, 1939—1948: choices and constraints (Harlow: Longman, 1999)
- Moses, Claire. French Feminism in the 19th Century (1985)  [Архівовано 26 квітня 2020 у Wayback Machine.]
- Pedersen, Jean. Legislating the French Family: Feminism, Theater, and Republican Politics: 1870—1920 (2003)  [Архівовано 26 квітня 2020 у Wayback Machine.]

### Перша світова війна
- Audoin-Rouzeau, Stephane, and Annette Becker. 14–18: Understanding the Great War (2003) ISBN 0-8090-4643-1
- Becker, Jean Jacques. The Great War and the French People (1986)
- Darrow, Margaret H. French Women and the First World War: War Stories of the Home Front (2000)
- Doughty, Robert A. Pyrrhic Victory: French Strategy and Operations in the Great War (2008), 592 ст.;  [Архівовано 26 квітня 2020 у Wayback Machine.], військова історія
- Fridenson, Patrick, ed. The French Home Front, 1914—1918 (1993).
- Gooch, G. P. Recent Revelations of European Diplomacy (1940), ст. 269–30 підсумовує опубліковані спогади основних учасників
- Smith, Leonard V. et al. France and the Great War (2003)
- Tucker, Spencer, ed. European Powers in the First World War: An Encyclopedia (1999)
- Winter, Jay, and Jean-Louis Robert, eds. Capital Cities at War: Paris, London, Berlin 1914—1919 (2 том. 1999, 2007), 30 глав 1200 ст.; всебічне висвітлення науковцями т. 1 уривок [Архівовано 26 квітня 2020 у Wayback Machine.]; т. 2 уривок [Архівовано 26 квітня 2020 у Wayback Machine.]